# Desa Terong (administrativ by i Indonesien, Nusa Tenggara Timur, lat -8,39, long 123,13)
Desa Terong är en administrativ by i Indonesien.   Den ligger i provinsen Nusa Tenggara Timur, i den sydöstra delen av landet, 1 800 km öster om huvudstaden Jakarta. Desa Terong ligger på ön Pulau Adonara.